# Eurosong 2023
Unter dem Titel Eurosong 2023 fand am 14. Januar 2023 der belgische Vorentscheid für den Eurovision Song Contest 2023 in Liverpool (Vereinigtes Königreich) statt. Damit fand zum ersten Mal seit 2016 wieder ein nationaler Vorentscheid in Belgien statt. Zuvor wurden alle Beiträge intern bestimmt. Es gewann Gustaph mit dem Lied Because of You.

## Format

### Konzept
Am 5. Juli 2022 bestätigte die flämische Rundfunkanstalt Vlaamse Radio- en Televisieomroeporganisatie (VRT), die turnusgemäß für die Auswahl des diesjährigen Beitrages zuständig sein wird, die Teilnahme Belgiens am Eurovision Song Contest 2023. Ende August 2022 bestätigte VRT die bereits schon im April 2022 angekündigte Überlegung des Senders zu einer möglichen Rückkehr zum nationalen Vorentscheid Eurosong, der in der Vergangenheit, zuletzt im Jahr 2016, für die Auswahl des belgischen Beitrages fungierte, offiziell. Am 14. Oktober 2022 wurden weitere Details über die Vorentscheidung veröffentlicht: Demnach sollen insgesamt sieben Interpreten mit jeweils zwei Liedern am Vorentscheid teilnehmen.

### Beitragswahl
Anders als bei anderen Vorentscheidungen, fanden in diesem Jahr in Belgien kein öffentlicher Einreichungsprozess statt. Stattdessen arbeitete VRT direkt mit Musiklabels zusammen, um geeignete Interpreten und Lieder zu finden.
VRT gab am 20. Dezember bekannt, dass sich das Auswahlverfahren über sieben Tage erstrecken werde. Jeden Tag werde ein Künstler seine beiden potenziellen Beiträge vorstellen. Anschließend werde sich der Interpret für einen der beiden Songs entscheiden.

### Jury
Am 2. Januar 2023 wurde bekannt, dass neben dem Televoting auch eine Jury zum Einsatz kommen wird. Diese besteht aus den folgenden Personen:
| Name                   | Anmerkung                                                 |
| ---------------------- | --------------------------------------------------------- |
| Alexander Rybak        | Sieger des Eurovision Song Contest 2009, Teilnehmer 2018  |
| NikkieTutorials        | Moderatorin des Eurovision Song Contest 2021              |
| Laura Tesoro           | Teilnehmerin beim Eurovision Song Contest 2016            |
| Jérémie Makiese        | Teilnehmer beim Eurovision Song Contest 2022              |
| Laura Govaerts         | Radiomoderatorin bei MNM                                  |
| Ann Reymen             | Radiomoderatorin bei Radio 2                              |
| Korneel De Clercq      | Radiomoderator bei Radio 1                                |
| Thibault Christiaensen | Sänger der Band Equal Idiots                              |
| Francisco Schuster     | Schauspieler, Sänger und Tänzer                           |
| Leslie Cable           | Delegationsleiterin von RTBF beim Eurovision Song Contest |
| Jasper Van Biesen      | Autor                                                     |
| Stephan Monsieur       | Vorsitzender der OGAE Belgien                             |
| André Vermeulen        | Journalist                                                |
| Els Germonpré          | Musikredakteurin bei Eén                                  |
| Manu Lammens           | Musikmanager bei MNM                                      |

## Teilnehmer
Die Liste der Teilnehmer wurde am 8. November 2022 veröffentlicht. Ameerah nahm bereits 2004 am Eurosong teil. Tom Dice, ein Teil von The Starlings, nahm bereits 2010 für Belgien am Eurovision Song Contest teil. Loredana nahm gemeinsam mit 2 Fabiola am Eurosong 2014 teil. Gustaph trat als Backgroundsänger sowohl beim Eurovision Song Contest 2018 als 2021 auf.

## Vorrunden
Die Vorrunden in Tournai wurden vom 9. bis zum 13. Januar 2023 ausgestrahlt.

### Erste Vorrunde
Die erste Vorrunde wurde am 9. Januar ausgestrahlt.
| Interpret | Lied Musik (M) und Text (T)                                                                           | Sprache  | Übersetzung (inoffiziell) |
| --------- | --- | -------- | ------------------------- |
| Loredana  | I dream in colours M/T: Tim Gosden, Maria Broberg, Tristan Henry, Loredana De Amicis, Serge Ramaekers | Englisch | Ich träume in Farben      |
| Loredana  | You lift me up M/T: Udo Mechels, Loredana De Amicis, John Miles Jr., Pat Krimson                      | Englisch | Du hebst mich auf         |

### Zweite Vorrunde
Die zweite Vorrunde wurde am 10. Januar ausgestrahlt.
| Interpret    | Lied Musik (M) und Text (T)                                            | Sprache     | Übersetzung (inoffiziell) |
| ------------ | ---------------------------------------------------------------------- | ----------- | ------------------------- |
| Chérine      | Mon étoile M/T: Chérine Mroue, Hans Franken                            | Französisch | Mein Stern                |
| Chérine      | Ca m’ennuie pas M/T: Chérine Mroue, William Rousseau, François Welgryn | Französisch | Ich habe nichts dagegen   |
| Hunter Falls | Ooh La La M/T: Tchiah Ommar Abdulrahman, Michael Garvin                | Englisch    | -                         |

### Dritte Vorrunde
Die dritte Vorrunde wurde am 11. Januar ausgestrahlt.
| Interpret    | Lied Musik (M) und Text (T)                              | Sprache  | Übersetzung (inoffiziell) |
| ------------ | -------------------------------------------------------- | -------- | ------------------------- |
| Hunter Falls | Home M/T: Tchiah Ommar Abdulrahman, Thomas „TK“ Karlsson | Englisch | Zu Hause                  |
| Ameerah      | Armageddon M/T: Astrid Roelants, Zac Poor                | Englisch | -                         |
| Ameerah      | The Carnival M/T: Astrid Roelants, Zac Poor              | Englisch | Der Karneval              |

### Vierte Vorrunde
Die vierte Vorrunde wurde am 12. Januar ausgestrahlt.
| Interpret   | Lied Musik (M) und Text (T)                             | Sprache               | Übersetzung (inoffiziell) |
| ----------- | ------------------------------------------------------- | --------------------- | ------------------------- |
| Gala Dragot | Emotion Ollie M/T: Max Robert Baby, Gala Aliaj          | Englisch              | Emotions Ollie            |
| Gala Dragot | T’inquiète M/T: Jan Lemmens, Yello Staelens, Gala Aliaj | Englisch, Französisch | Mach dir keine Sorgen     |
| Gustaph     | Because of You M/T: Stef Caers, Jaouad Alloul           | Englisch              | Wegen dir                 |

### Fünfte Vorrunde
Die fünfte Vorrunde wurde am 13. Januar ausgestrahlt.
| Interpret     | Lied Musik (M) und Text (T)                                                                                | Sprache  | Übersetzung (inoffiziell) |
| ------------- | --- | -------- | ------------------------- |
| Gustaph       | The nail M/T: Stef Caers                                                                                   | Englisch | Der Nagel                 |
| The Starlings | Oceanside M/T: Kato Callebaut, Tom Eeckhout, Jeroen Swinnen, Ashley Hicklin                                | Englisch | Küste                     |
| The Starlings | Rollercoaster M/T: Kato Callebaut, Tom Eeckhout, Laurell Barker, Thomas Stengaard, Andreas Stone Johansson | Englisch | Achterbahn                |

## Finale
Das Finale fand am 14. Januar 2023 im Palais 12 in Brüssel statt. Zusätzlich traten die Teilnehmer mit je einer Cover Version eines ehemaligen Eurovision Beitrages auf: „Euphoria“ gesungen von Ameerah, „Rhythm Inside“ gesungen von Gala Dragot, „Waterloo“ gesungen von Gustaph „Rise Like a Phoenix“ gesungen von Loredana, „Heroes“ gesungen von Hunter Falls, „Voilà“ gesungen von Chérine und „Snap“ gesungen von The Starlings.
| Platz | Startnr | Interpret     | Lied Musik (M) und Text (T)                                                                                | Sprache               | Übersetzung (inoffiziell) | Punkte     | Punkte     | Punkte |
| Platz | Startnr | Interpret     | Lied Musik (M) und Text (T)                                                                                | Sprache               | Übersetzung (inoffiziell) | Televoting | Juryvoting | Gesamt |
| ----- | ------- | ------------- | --- | --------------------- | ------------------------- | ---------- | ---------- | ------ |
| 1.    | 5       | Gustaph       | Because of You M/T: Stef Caers, Jaouad Alloul                                                              | Englisch              | Wegen dir                 | 157        | 121        | 278    |
| 2.    | 3       | The Starlings | Rollercoaster M/T: Kato Callebaut, Tom Eeckhout, Laurell Barker, Thomas Stengaard, Andreas Stone Johansson | Englisch              | Achterbahn                | 183        | 94         | 277    |
| 3.    | 6       | Gala Dragot   | T’inquiète M/T: Jan Lemmens, Yello Staelens, Gala Aliaj                                                    | Englisch, Französisch | Mach dir keine Sorgen     | 125        | 146        | 271    |
| 4.    | 2       | Chérine       | Ca m’ennuie pas M/T: Chérine Mroue, William Rousseau, François Welgryn                                     | Französisch           | Ich habe nichts dagegen   | 123        | 145        | 268    |
| 5.    | 4       | Ameerah       | The Carnival M/T: Astrid Roelants, Zac Poor                                                                | Englisch              | Der Karneval              | 064        | 107        | 171    |
| 6.    | 7       | Loredana      | You lift me up M/T: Udo Mechels, Loredana De Amicis, John Miles Jr., Pat Krimson                           | Englisch              | Du hebst mich auf         | 084        | 083        | 167    |
| 7.    | 1       | Hunter Falls  | Ooh La La M/T: Tchiah Ommar Abdulrahman, Michael Garvin                                                    | Englisch              | –                         | 044        | 084        | 128    |

### Abstimmung
Jedes Jurymitglied vergab Punkte von 4–8, 10 und 12, insgesamt konnte die Jury 780 Punkte vergeben. Die Punkte des Televoting ergaben sich anhand der prozentualen Verteilung der Stimmen pro Song. Erhält ein Beitrag bspw. 10 % der Stimmen des Televotings dann erhält er 10 % von 780 Punkten, aufgerundet auf die nächste ganze Zahl: 78 Punkte.

## Ausstrahlung
Die Sendungen werden sowohl vom belgischen TV-Sender Eén als auch dem spanischen Sender TEN übertragen.
| Sendung    | Zuschauerzahlen auf Eén | Quelle |
| ---------- | ----------------------- | ------ |
| Vorrunde 1 | 775.323                 | [ 15 ] |
| Vorrunde 2 | 790.522                 | [ 16 ] |
| Vorrunde 3 | 631.988                 | [ 17 ] |
| Vorrunde 4 | 715.039                 | [ 18 ] |
| Vorrunde 5 | 606.507                 | [ 19 ] |
| Finale     | 892.781                 | [ 20 ] |